# Armin Walther
Armin Arthur Walther (* 27. September 1896 in Radebeul; † 14. Oktober 1969 in Dresden) war ein deutscher Widerstandskämpfer gegen den Nationalsozialismus, Häftling im KZ Hohnstein und im KZ Buchenwald und Werkleiter eines Volkseigenen Betriebes der DDR.

## Leben
Walther trat 1918 in die Unabhängige Sozialdemokratische Partei Deutschlands (USPD) ein und 1920 zur Sozialdemokratischen Partei Deutschlands (SPD) über. Von 1911 bis 1933 war er Mitglied des Deutschen Metallarbeiter-Verbandes (DMV), für den er mehrere Funktionen übernahm. Von 1929 bis zur Zerschlagung der freien Gewerkschaften war Walther Hauptkassierer des DMV in der DMV-Verwaltungsstelle Riesa. In den 1920er- und Anfang der 1930er-Jahre engagierte sich Walther politisch gegen den aufkommenden Faschismus. Deshalb war er auch Mitglied des Reichsbanner Schwarz-Rot-Gold.
Nach der Machtübertragung an die NSDAP 1933 wurde er gegen Ende gleichen Jahres für vier Monate in „Schutzhaft“ genommen und in das frühe KZ Hohnstein eingeliefert. Nach seiner Entlassung 1934 betätigte er sich weiter illegal in gewerkschaftlichen Widerstandsstrukturen des DMV. Am 13. März 1936 verhaftete die Gestapo Walther. Am 21. April 1937 verurteilte ihn das Oberlandesgericht Dresden zu einer Haftstrafe von einem Jahr und neun Monaten, die er im Zuchthaus Zwickau verbüßte. Nach Ende der offiziellen Haftzeit wurde er 1938 in das KZ Buchenwald überführt und dort dem Elektrikerkommando zugeteilt. Hier gelang es ihm, einen Sender zu bauen, mit dem Nachrichten aus dem KZ gesendet werden konnten. Auch am Bau von Empfangsanlagen war er beteiligt. Zugleich war Walther nach der Befreiung des KZ an der Formulierung des „Buchenwalder Manifestes der demokratischen Sozialisten“ beteiligt.
Nach dem Ende des Zweiten Weltkriegs trat er der Kommunistischen Partei Deutschlands (KPD) bei und stellte sich dem Wiederaufbau der Volkswirtschaft zur Verfügung. Er trat in die Sozialistische Einheitspartei Deutschlands (SED) ein. Dem Dachauer Prozess von 1957 gegen NS-Täter stellte er einen Bericht zur Verfügung, in dem er die Erschießung von mehr als 8.000 sowjetischen Kriegsgefangenen im KZ Buchenwald im sogenannten Pferdestall schilderte.
In der DDR wurde er Leiter eines Volkseigenen Betriebes.

## Veröffentlichungen
- Marxistische Philosophie und naturwissenschaftliche Grundlagen des materialistischen Weltbildes / Lesematerial zu Lehrbr. 15. u. 16., 1960.
- Stoffliche und methodische Hinweise für den Unterricht und die Vortragstätigkeit in den Einrichtungen der kulturellen Massenarbeit der Deutschen Demokratischen Republik / [7]. Methodischer Brief / H. 1956, 2. Kleinausstellung: Die Entstehung des Lebens auf der Erde, 1956.